# Рубцов, Пётр Николаевич
Пётр Николаевич Рубцо́в (1896—1974) — советский военачальник, генерал-майор (4.06.1940).

## Биография
Участник Первой мировой войны. В 1916 году окончил Казанское военное училище, подпоручик.
С 1918 года  в РККА, участвовал в Гражданской войне командиром роты, затем помощником адъютанта полка, адъютантом полка, командиром батальона, начальником оперативного отдела сводной дивизии.
В 1924 году окончил Академию им. Фрунзе.
В июле 1924 года был назначен помощником начальника штаба 18-й Ярославской стрелковой дивизии, затем начальник штаба той же дивизии, с октября 1926 года — начальник штаба 84-й стрелковой дивизии.
С октября 1930 года — начальник 3-го сектора 5-го Управления Штаба РККА, с марта 1931 года — заместитель начальника 1-го сектора, затем начальник 2-го сектора Управления боевой подготовки РККА, с июля 1932 года — член Центральной научной учебно-издательской комиссии при РВС СССР.
С января 1935 года — начальник штаба 1-го стрелкового корпуса.
С 1936 года учился в первом наборе Академии Генштаба РККА, по окончании которой в августе 1938 года оставлен в ней старшим преподавателем кафедры «Подготовки страны к обороне».
В декабре 1939 года П.Н. Рубцов назначен начальником штаба 8-й армии, участвует в Советско-финской войне, с июня 1940 года — начальник оперативного отдела штаба Киевского военного округа, с декабря 1940 года — генерал-адъютант при наркоме обороны С.К. Тимошенко.
В начале Великой Отечественной войны на той же должности. 25 июня 1941 года был назначен начальником штаба 19-й армии, с июля 1941 года — начальник оперативного отдела штаба Западного фронта, затем вернулся в Академию Генштаба заместителем начальника кафедры «Тактики Высших Соединений».
После войны, в 1945—1947 годах П. Н. Рубцов — начальник кафедры «Вооружённых сил иностранных государств» Академии Генштаба.

## Звания
- полковник - 28.11.1935
- комбриг — 16.08.1938
- генерал-майор — 04.06.1940

## Награды
- Орден Ленина
- два Ордена Красного Знамени — 1921 (первый)
- Орден Красной Звезды — 22.02.1944
- Медаль «XX лет РККА» — 1938

## Сочинения
- Рубцов П.Н. Современные вооружённые силы и их организация. — М., изд. АГШ РККА, 1938.